# Martinja vas pri Mokronogu
Martinja vas pri Mokronogu este o localitate din comuna Mokronog - Trebelno, Slovenia, cu o populație de 115 locuitori.